# Pommiers (Ródano)
Pommiers é uma comuna francesa na região administrativa de Auvérnia-Ródano-Alpes, no departamento do Ródano. Estende-se por uma área de 7.76 km². Em 2010 a comuna tinha 2 745 habitantes (densidade: 353,7 hab./km²).